# Roxy Shahidi
Roxy Shahidi (nacida Rokhsaneh Ghawam-Shahidi; Mánchester,  12 de marzo de 1983) es una actriz inglesa conocida por interpretar a Leyla Harding en la serie Emmerdale Farm.

## Biografía
Es hija de padre iraní y madre inglesa. Es vegetariana.
Desde el  2007 sale con el actor británico Arsher Ali.

## Carrera
El 11 de agosto de 2008 se unió al elenco principal de la serie Emmerdale Farm donde interpretó a Leyla Harding, la hermana de Alicia Harding hasta el 5 de agosto de 2011 después de que su personaje decidiera irse de la villa. El 25 de diciembre de 2013 Rokhsaneh regresó a la serie y desde entonces aparece en el programa.

## Filmografía
Series de televisión
| Año                          | Título         | Personaje     | Notas          |
| ---------------------------- | -------------- | ------------- | -------------- |
| 2008 - 2011, 2013 - presente | Emmerdale Farm | Leyla Harding | 300 episodios  |
| 2006                         | Sinchronicity  | Ivory         | episodio # 1.2 |

Apariciones
| Año  | Programa         | Notas                                   |
| ---- | ---------------- | --------------------------------------- |
| 2013 | The Wright Stuff | episodio # 18.9 - presentadora invitada |

Teatro
| Año  | Obra                            | Personaje  | Director (a)    | Teatro                 | Notas                                                                           |
| ---- | ------------------------------- | ---------- | --------------- | ---------------------- | ------------------------------------------------------------------------------- |
| 2007 | Rafta Rafta                     | Vina Patel | Nicholas Hytner | Royal National Theatre | junto a Arsher Ali, Harish Patel, Meera Syal, Rudi Dharmalingam & Kriss Dosanjh |
| -    | East Is East                    | -          | -               | -                      | -                                                                               |
| -    | Othello                         | -          | -               | Royal National Theatre | -                                                                               |
| -    | Helen of Troy                   | -          | -               | Royal National Theatre | -                                                                               |
| -    | Arabian Nights                  | -          | -               | -                      | -                                                                               |
| -    | The Importance of Being Earnest | -          | -               | -                      | -                                                                               |
| -    | Once Upon a Time in Wigan       | -          | -               | -                      | -                                                                               |
| -    | Meet the Mukherjess             | -          | -               | -                      | -                                                                               |
| -    | In God We Trust                 | -          | -               | -                      | -                                                                               |
| -    | Janus                           | -          | -               | -                      | -                                                                               |
| -    | Freshly Scratched               | -          | -               | -                      | -                                                                               |
| -    | Hanna and Hanna                 | -          | -               | -                      | -                                                                               |
| -    | The Tale of Pretty Deadly       | -          | -               | -                      | -                                                                               |